# Asher Brown Durand
 (mai 2019).
Si vous disposez d'ouvrages ou d'articles de référence ou si vous connaissez des sites web de qualité traitant du thème abordé ici, merci de compléter l'article en donnant les références utiles à sa vérifiabilité et en les liant à la section « Notes et références ».
Asher Brown Durand, né le 21 août 1796 à Maplewood dans le New Jersey (États-Unis) et mort le 17 septembre 1886 dans la même ville, est un peintre et graveur américain de la Hudson River School. Il est, avec Thomas Cole et Frederic Edwin Church, l'un des plus grands représentants de ce mouvement, dont il a exposé les théories dans neuf lettres sur le paysage, publiées dans le journal The Crayon en 1855. Il compte par ailleurs parmi les membres fondateurs de la National Academy of Design (fondée en 1825), institution qu'il a présidée de 1845 à 1861.

## Biographie
Fils d'un horloger et orfèvre, il est le huitième d'une famille de onze enfants.
Il est apprenti chez un graveur de 1812 à 1817. Il grave en 1823 la Déclaration d'indépendance de John Trumbull, un tour de force technique qui établit sa réputation comme l'un des meilleurs graveurs de sa génération. Il signe des gravures pour des livres, des almanachs et en exécute une série de soixante-douze qui représentent plusieurs de ses célèbres contemporains. Avec son frère Cyril Durand (1787-1868), il conclut un partenariat dans une entreprise de gravure de billets de banque et s'occupe d'une succursale de l'entreprise à New York. Il passe de la gravure à la peinture à l'huile vers 1830, encouragé dans cette démarche par son ami, le marchand d'art Luman Reed (en). De cette première période de sa carrière de peintre, il laisse pour l'essentiel de nombreux portraits.
En 1837, il accompagne son ami Thomas Cole lors d'une expédition dans les Adirondacks pour croquer sur le vif des vues naturelles de cette région sauvage. Il séjourne également pendant près d'un an en Europe à partir de 1840 afin de mieux étudier les grands maîtres de la peinture. À son retour en Amérique, il se lance résolument dans la peinture de paysage. Il passe ses étés à faire des croquis dans les montagnes Catskill, les Adirondacks et les montagnes Blanches du New Hampshire, exécutant des centaines de dessins et esquisses à l'huile qui servent ultérieurement de base à de grands tableaux représentant la nature de la Nouvelle-Angleterre, caractéristique dès lors de la manière et des sujets de la Hudson River School.
Durand est un artiste tout particulièrement connu en son temps pour le rendu détaillé des arbres, des rochers et du feuillage. Adepte des séances de dessin en plein air, il est le défenseur d'un réalisme méticuleux. Comme d'autres artistes de la Hudson River School, il croit que la nature est une manifestation ineffable de Dieu. Œuvre emblématique du style de Durand, le tableau intitulé Kindred Spirits date de 1849, et représente ses amis Thomas Cole et le poète William Cullen Bryant, dans une forêt des Catskill.
En 2007, le Brooklyn Museum monte une exposition de près de soixante œuvres de Durand. Il s'agit de la première exposition consacrée au peintre depuis trente-cinq ans.

## Galerie

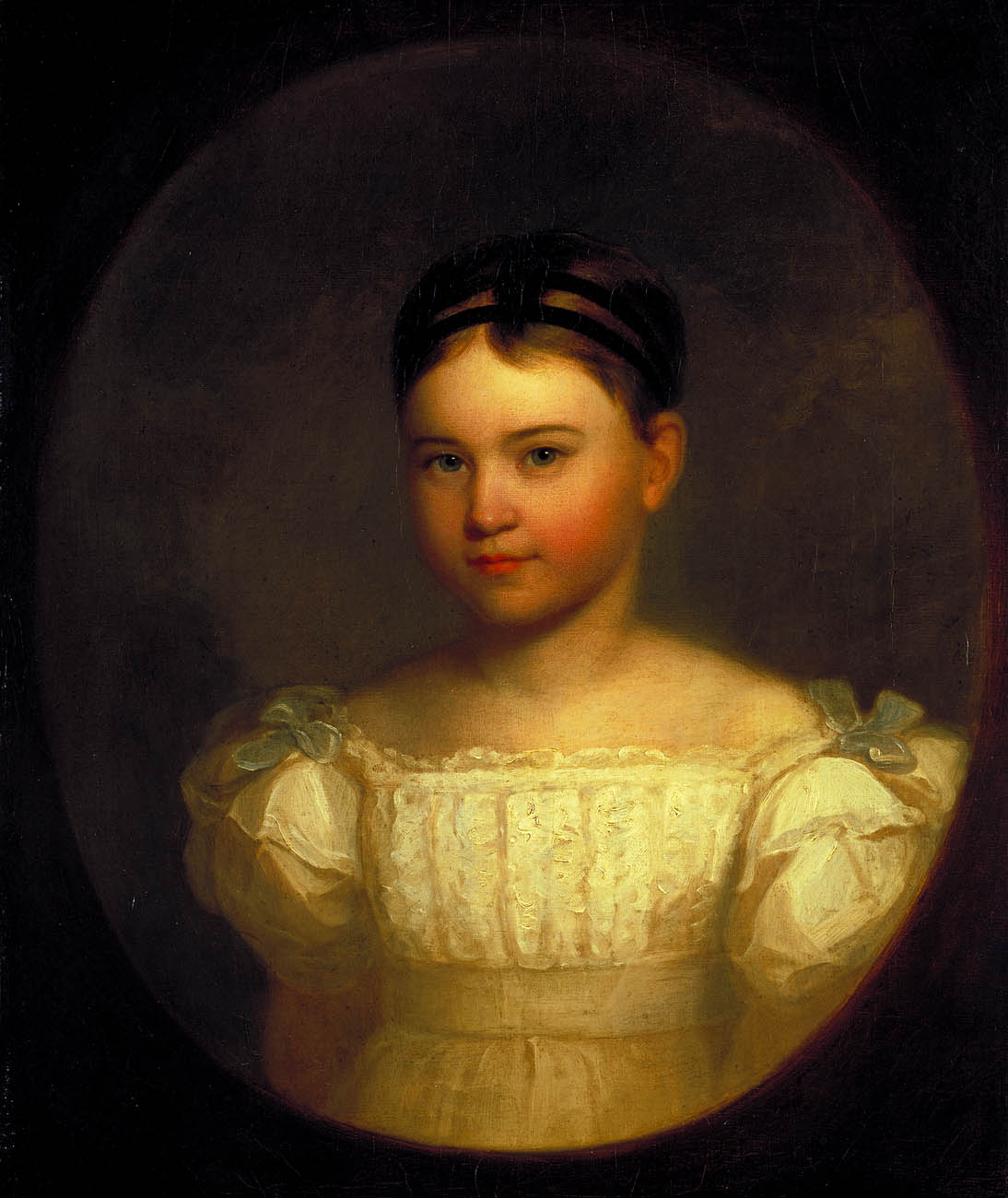
Portrait de Mary Louisa Adams (1835), Smithsonian American Art Museum, Washington
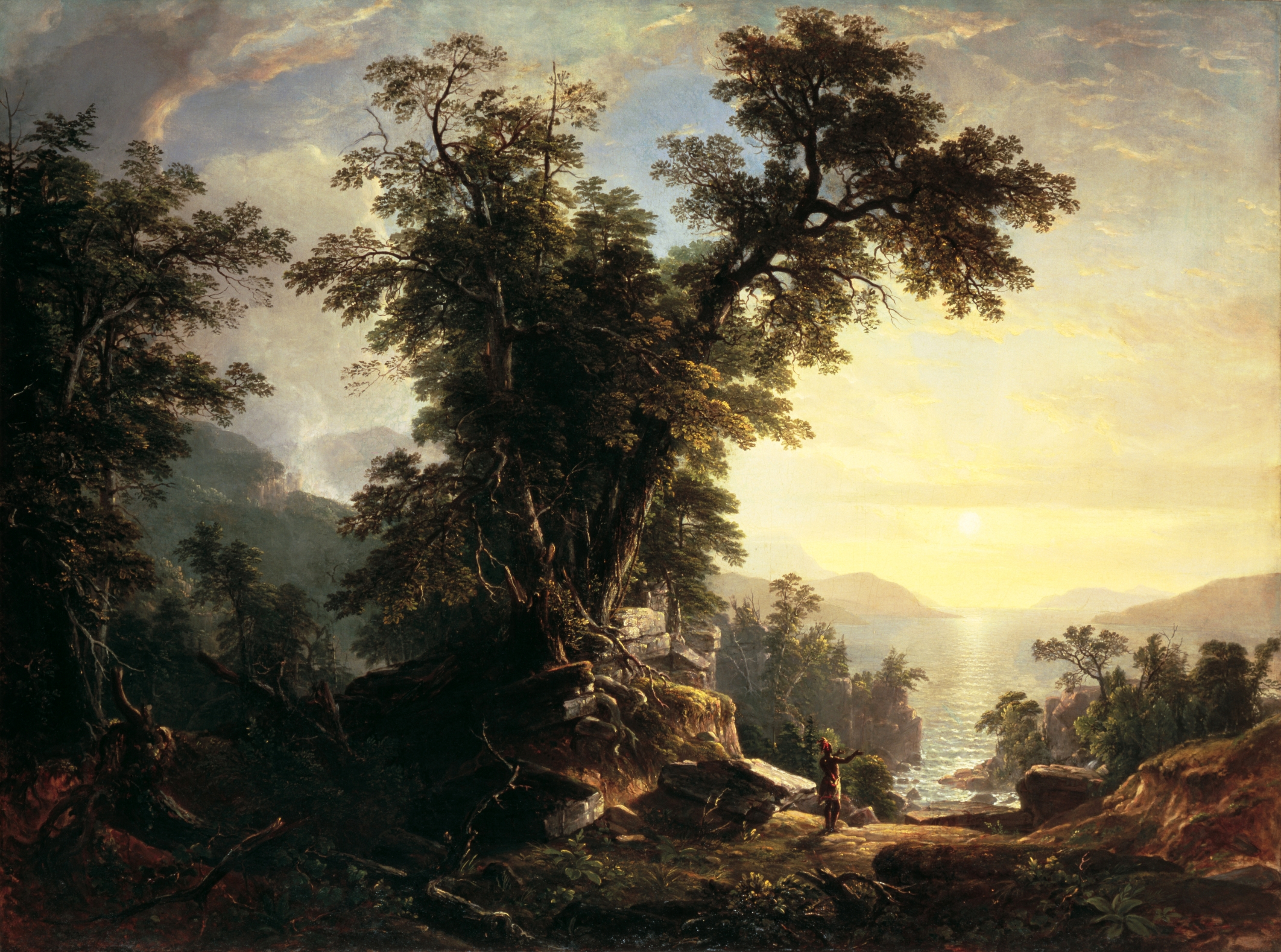
The Indian's Vespers (1847), Maison-Blanche, Washington
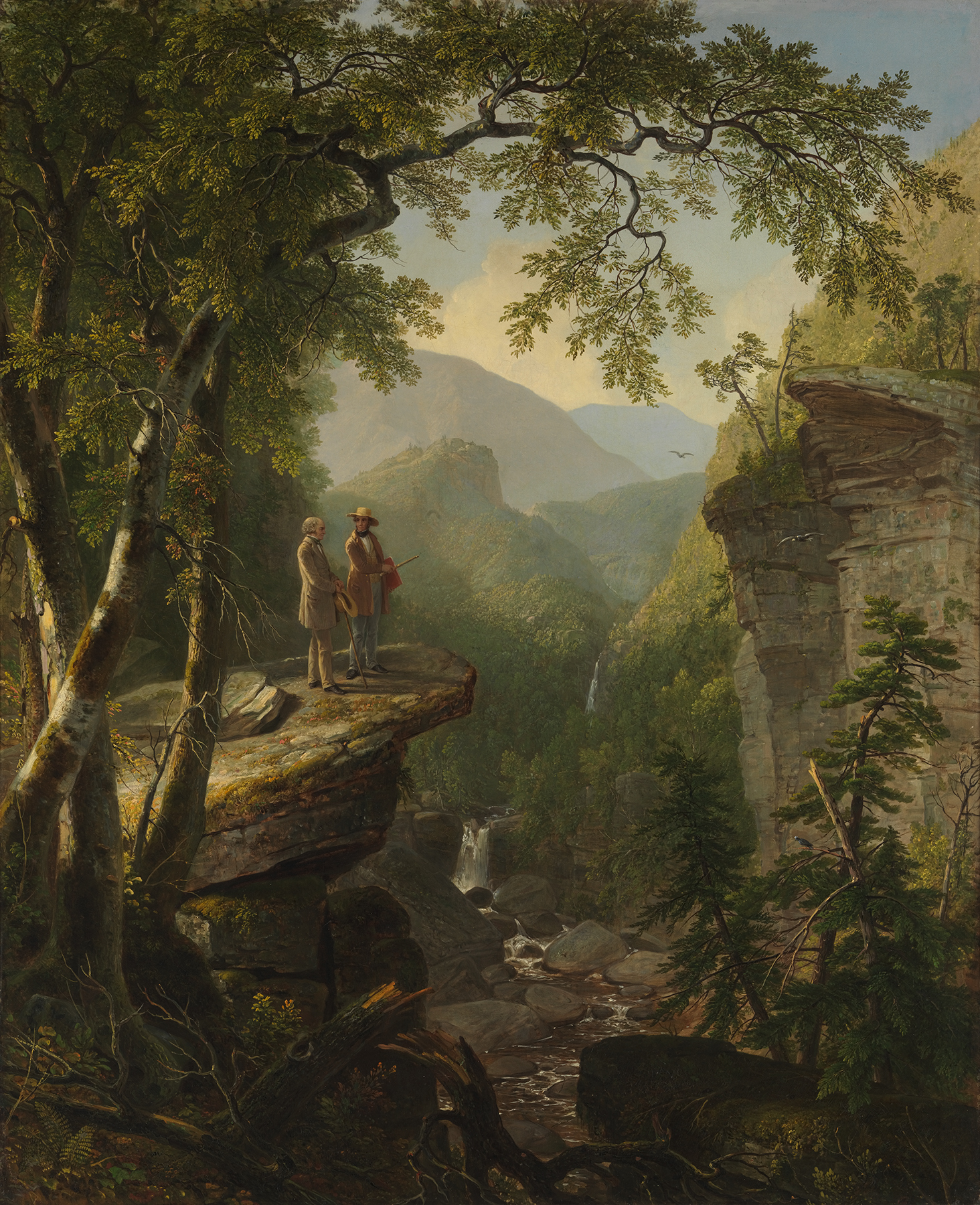
Kindred Spirits (1849), Crystal Bridges Museum of American Art, Bentonville, Arkansas
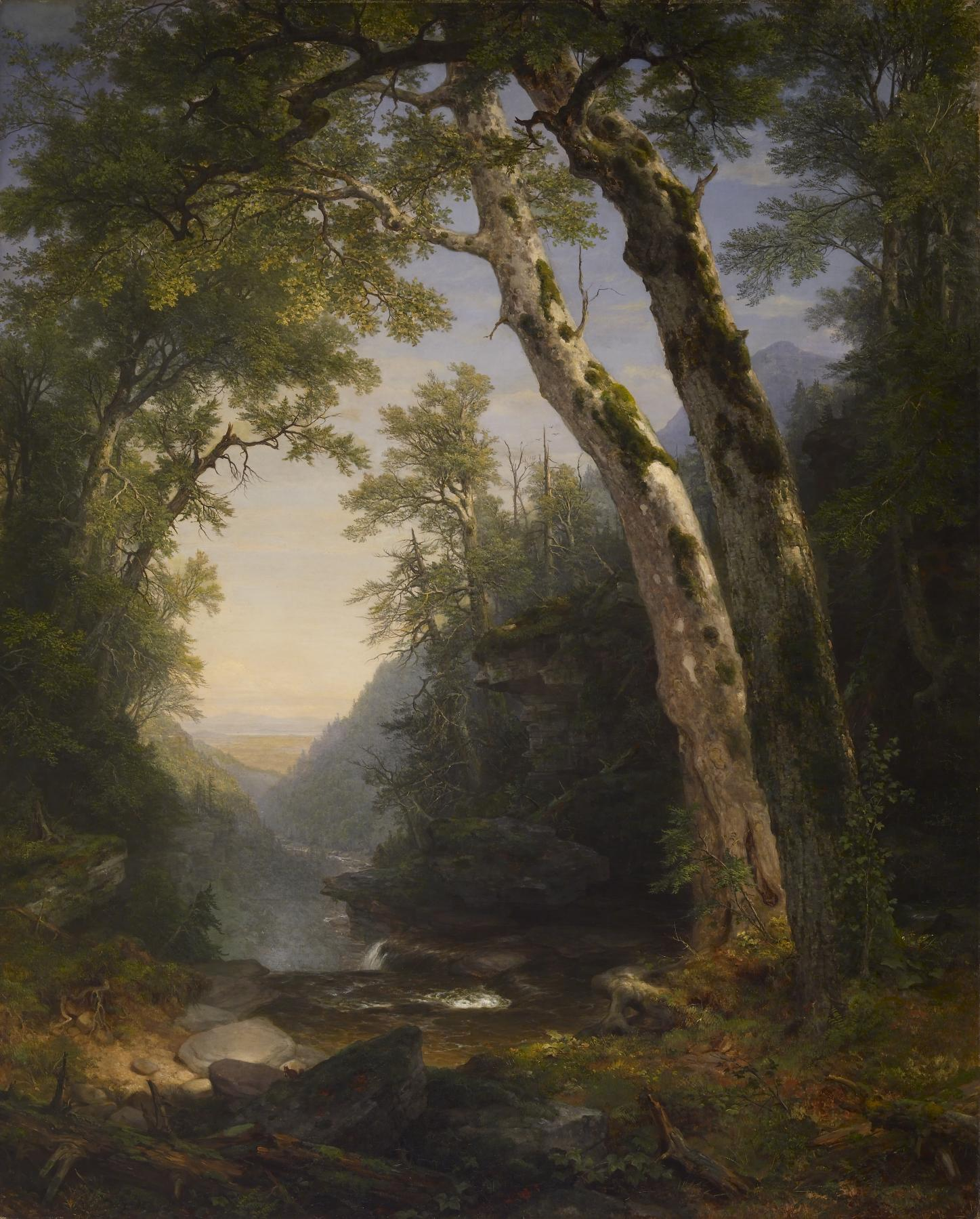
The Catskills (1859), Walters Art Museum, Baltimore, Maryland
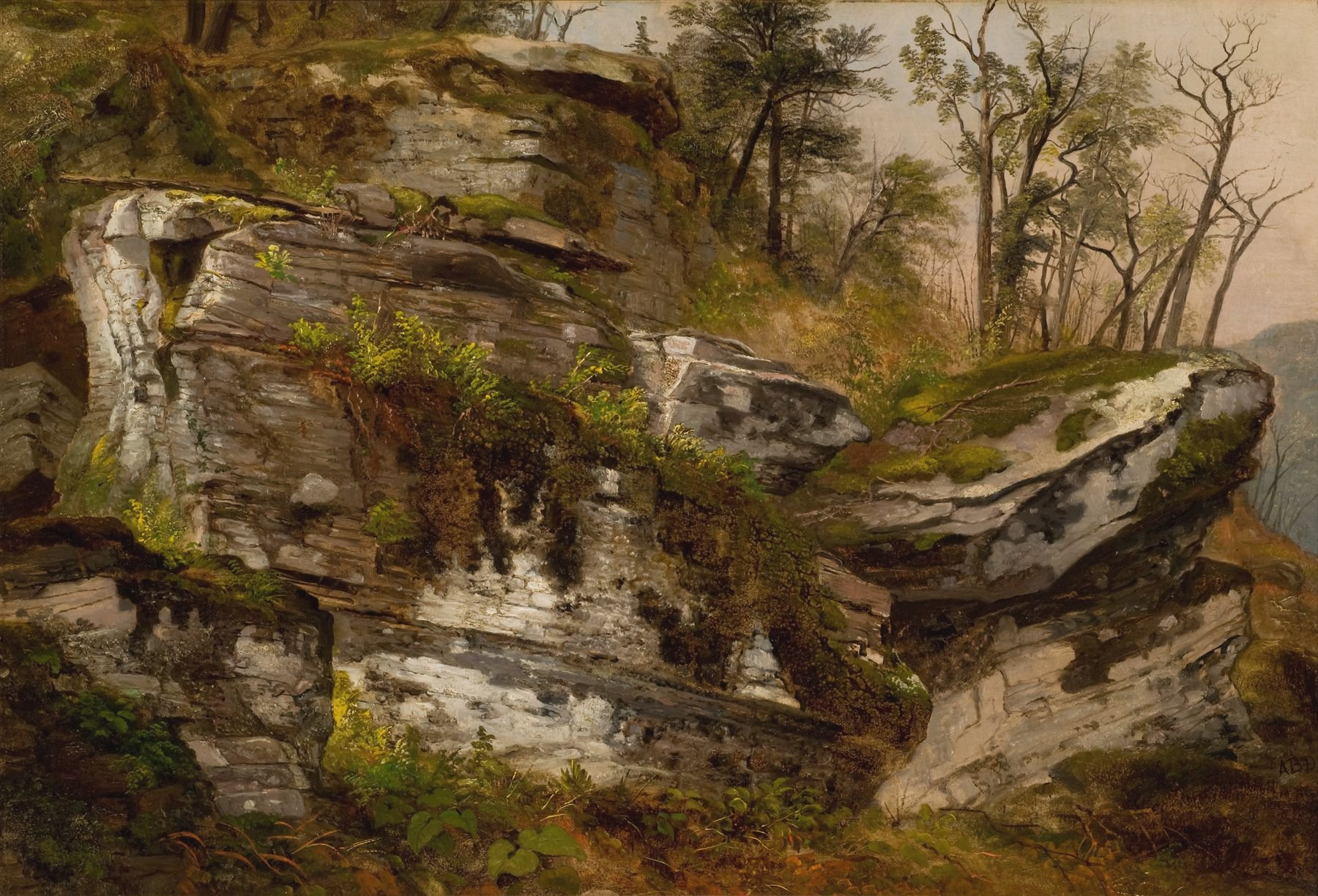
Rocky Cliff (vers 1860), Reynolda House Museum of American Art (en), Winston-Salem, Caroline du Nord
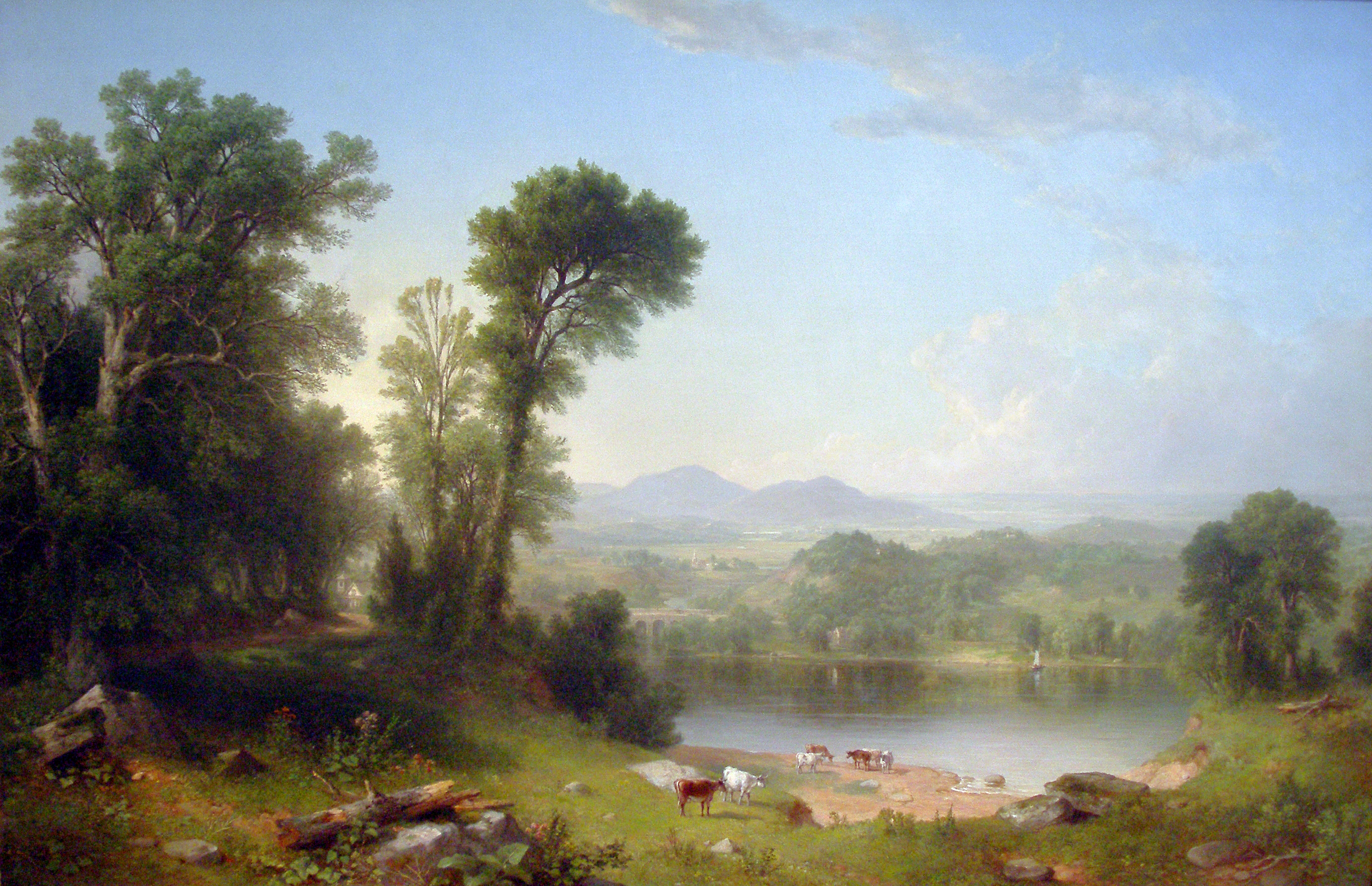
Pastoral Landscape (1861), National Gallery of Art, Washington
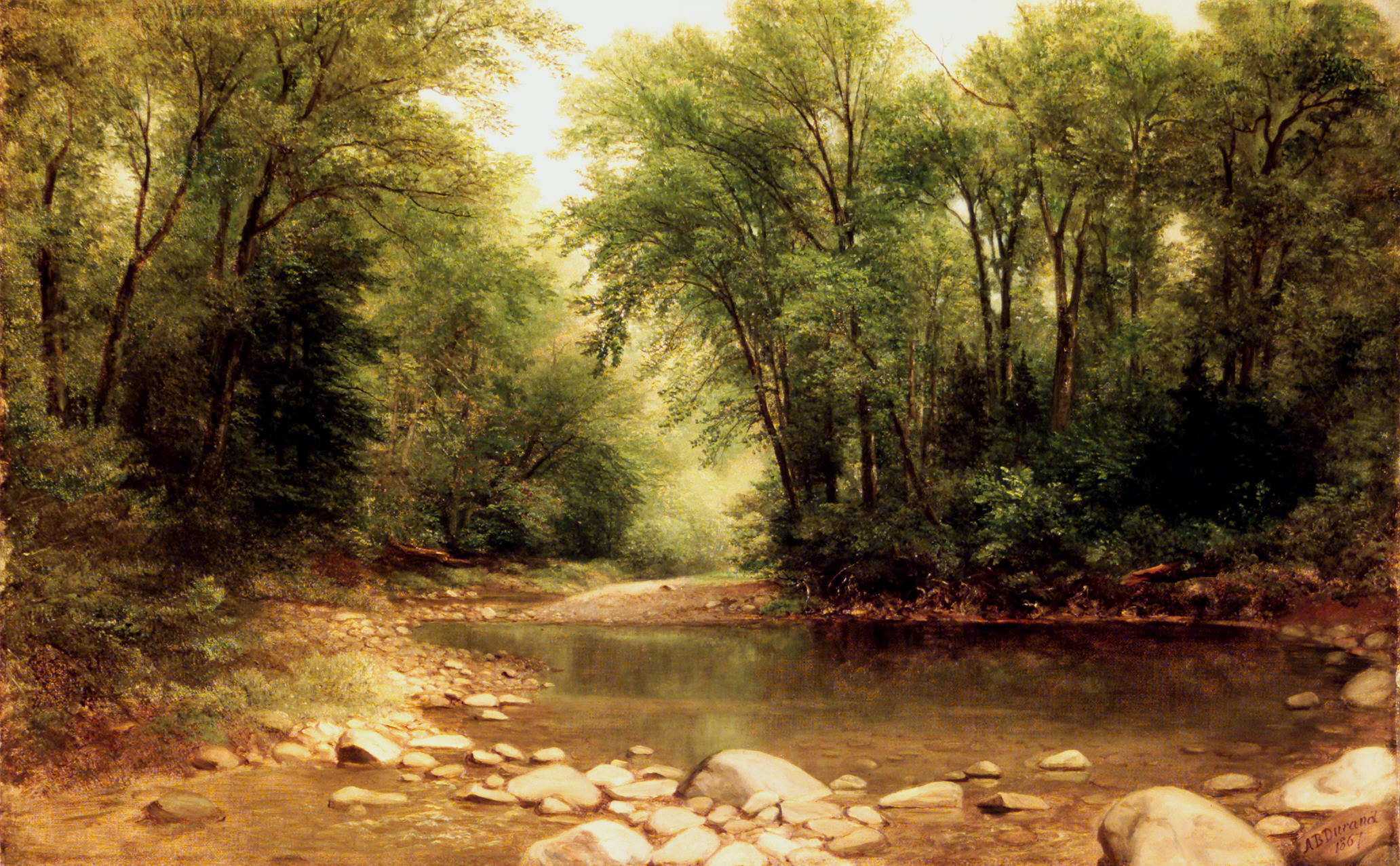
Landscape (vers 1867), Brooklyn Museum, New York
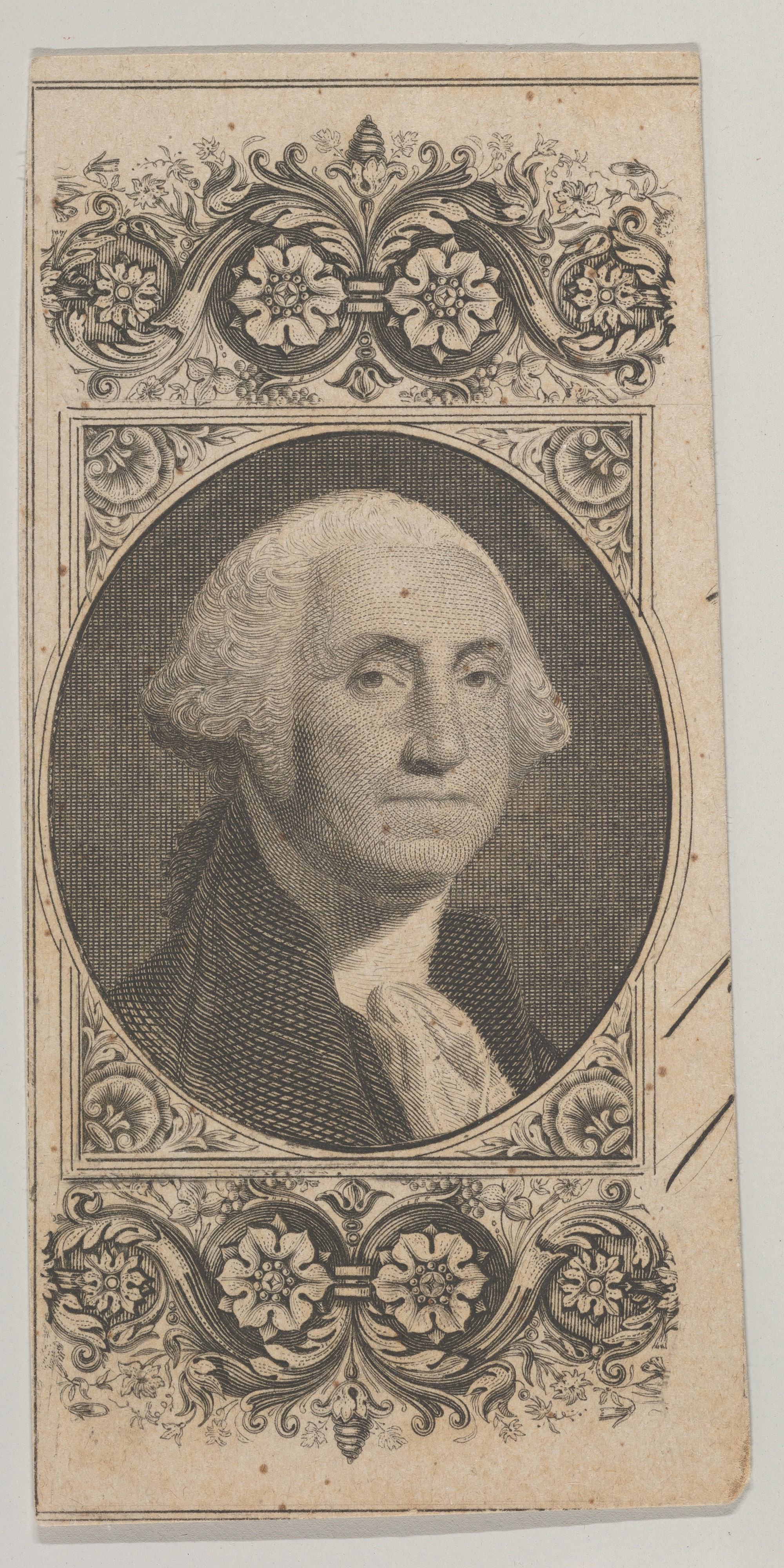
Motif pour billet de banque avec George Washington (vers 1824–37), Metropolitan Museum of Art, New York
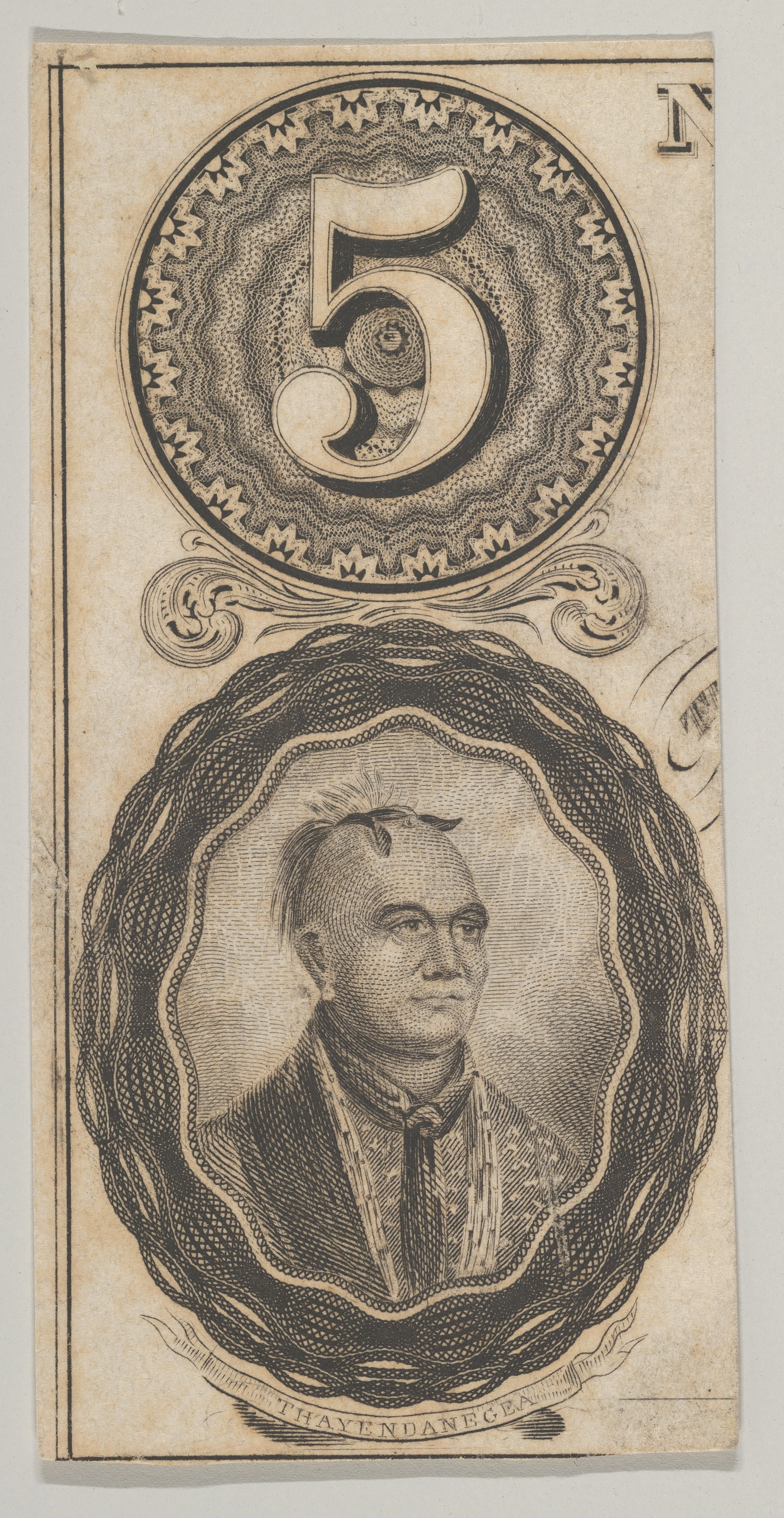
Motif pour billet de banque avec Thayendanegea (vers 1824–1837), Metropolitan Museum of Art, New York
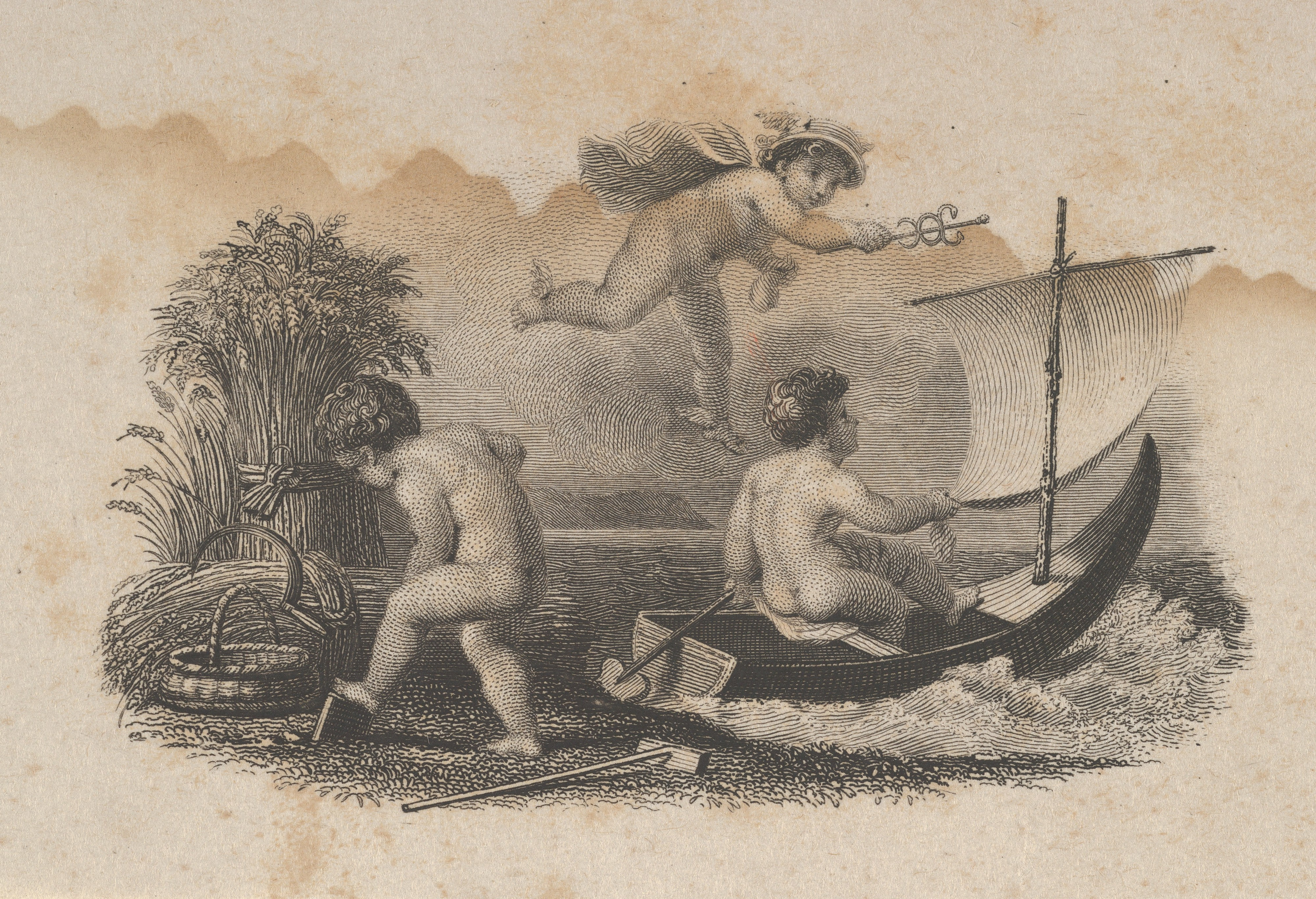
Vignette pour billet de banque avec des putti symbolisant le marché et l'agriculture (vers 1824–1837), Metropolitan Museum of Art, New York
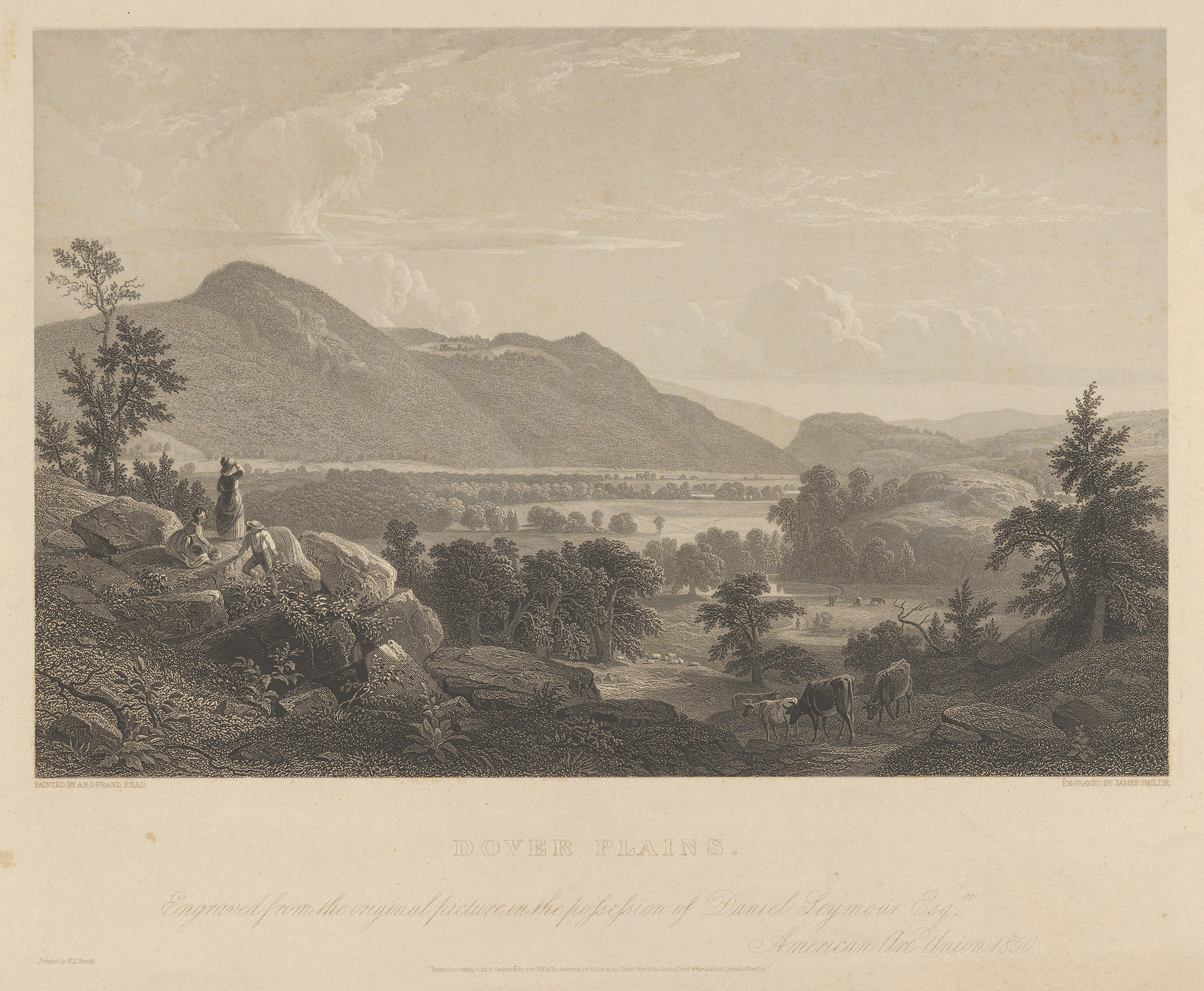
Dover Plains (1850), Metropolitan Museum of Art, New York